# La verità sul caso Harry Quebert (miniserie televisiva)
La verità sul caso Harry Quebert (The Truth About the Harry Quebert Affair) è una miniserie televisiva statunitense, diretta da Jean-Jacques Annaud, basata sull'omonimo romanzo del 2012, scritto da Joël Dicker. È andata in onda nel Regno Unito dal 4 settembre al 6 novembre 2018 sul canale Sky Witness e trasmessa su Epix nel 2019.

## Trama
La serie segue un giovane scrittore che si dirige verso la casa di Harry Quebert per trarre ispirazione. Invece, scopre che Harry è stato accusato di aver ucciso la quindicenne Nola Kellergan, scomparsa molti anni prima.

## Personaggi e interpreti
- Harry Quebert, interpretato da Patrick Dempsey, doppiato da Stefano Benassi.
Docente universitario di scrittura creativa, è anche uno scrittore di successo, divenuto celebre negli anni '70 grazie al romanzo epistolare "Le origini del male". Vive nel Maine a Goose Cove, una villa sulla spiaggia presso la cittadina di Sommerdale; nel 2008 viene accusato dell'omicidio di Nola Kellergan, una quindicenne del posto, scomparsa nell'estate del 1975.
- Marcus Goldman, interpretato da Ben Schnetzer, doppiato da Flavio Aquilone.
Allievo di Quebert e a sua volta scrittore, ma afflitto da un blocco creativo, si reca a Goose Cove per chiedere consigli al suo insegnante e modello. Quando Quebert è accusato di omicidio, indaga per scoprire la verità e scrive un libro sulla vicenda.
- Sergente Perry Gahalowood, interpretato da Damon Wayans Jr., doppiato da Andrea Mete.
Sergente della polizia di stato, è incaricato delle indagini sul caso Quebert.
- Nola Kellergan, interpretata da Kristine Froseth, doppiata da Emanuela Ionica.
Figlia del reverendo Kellergan e della signora Kellergan, aveva quindici anni quando scomparve da Sommerdale nel 1975. Dolce, sensibile e sognatrice, aveva una relazione con Harry Quebert.
- Capitano Gareth Pratt, interpretato da Kurt Fuller, doppiato da Ambrogio Colombo.
Capitano della stazione di polizia di Sommerdale negli anni '70 che si occupa inizialmente del caso Kellergan.
- Jenny Quinn, interpretata da Victoria Clark (adulta) e da Tessa Mossey (giovane), doppiata da Stefanella Marrama (adulta) e da Giulia Franceschetti (giovane).
Ex reginetta del ballo del liceo, è l'attuale proprietaria del diner di Sommerdale, che ha rilevato dalla madre Tamara.
- Benjamin Roth, interpretato da Wayne Knight, doppiato da Roberto Stocchi.
L'avvocato di Harry Quebert.
- Bobbo Quinn, interpretato da Don Harvey, doppiato da Pasquale Anselmo.
Marito di Tamara e padre di Jenny Quinn.
- Reverendo David Kellergan, interpretato da Matt Frewer, doppiato da Nino Prester.
Il pastore della città, nonché padre di Nola Kellergan. Nel 2008 è vedovo. Possiede una motocicletta Harley Davidson su cui lavora abitualmente nella rimessa.
- Elijah Stern, interpretato da Colm Feore, doppiato da Antonio Sanna.
Ricco imprenditore del Maine, ex proprietario di Goose Cove che affittò a Harry Quebert negli anni '70, per poi vendergliela nel 1976.
- Luther Caleb, interpretato da Joshua Close, doppiato da Davide Perino.
Un giovane sfigurato, introverso e solitario, ma dotato di grande umanità, ex autista di Elijah Stern.
- Travis Dawn, interpretato da Craig Eldridge (adulto) e da Connor Price (giovane), doppiato da Mauro Gravina (adulto) e da Manuel Meli (giovane).
Marito di Jenny Quinn, era un poliziotto di Sommerdale negli anni '70. Nel 2008 è il capitano della stazione di polizia, successore di Pratt.
- Tamara Quinn, interpretata da Virginia Madsen, doppiata da Roberta Pellini.
Negli anni '70 era la proprietaria del diner di Sommerdale, poi rilevata dalla figlia Jenny. Ambiziosa e arrivista, in passato ha cercato di sistemare Jenny con Harry Quebert, convintasi che fosse un ricco scrittore di enorme successo.

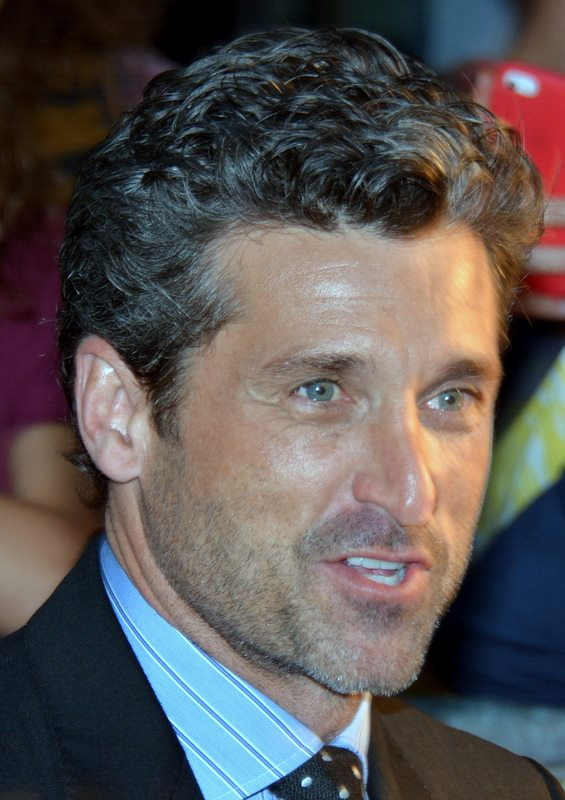
Patrick Dempsey
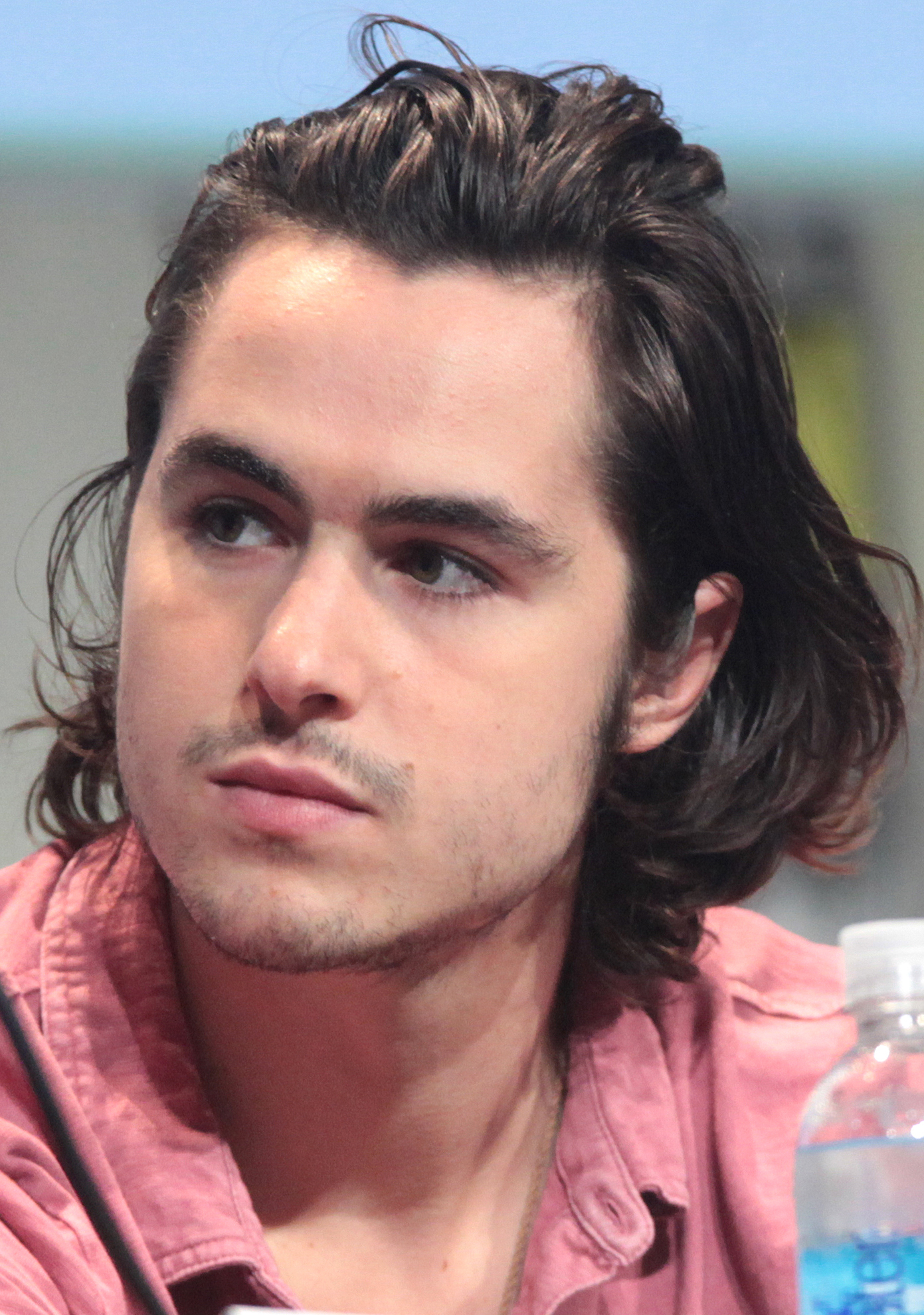
Ben Schnetzer
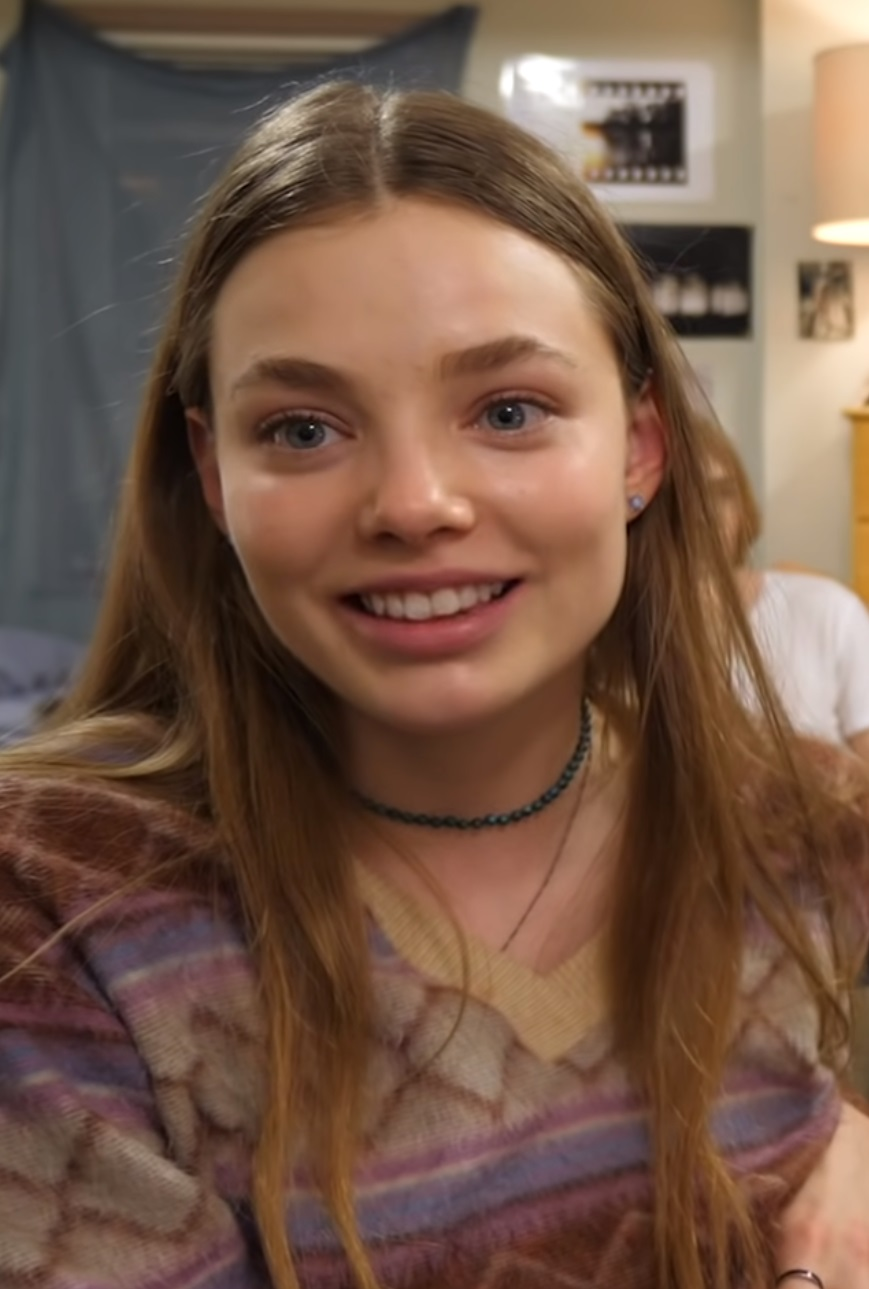
Kristine Froseth
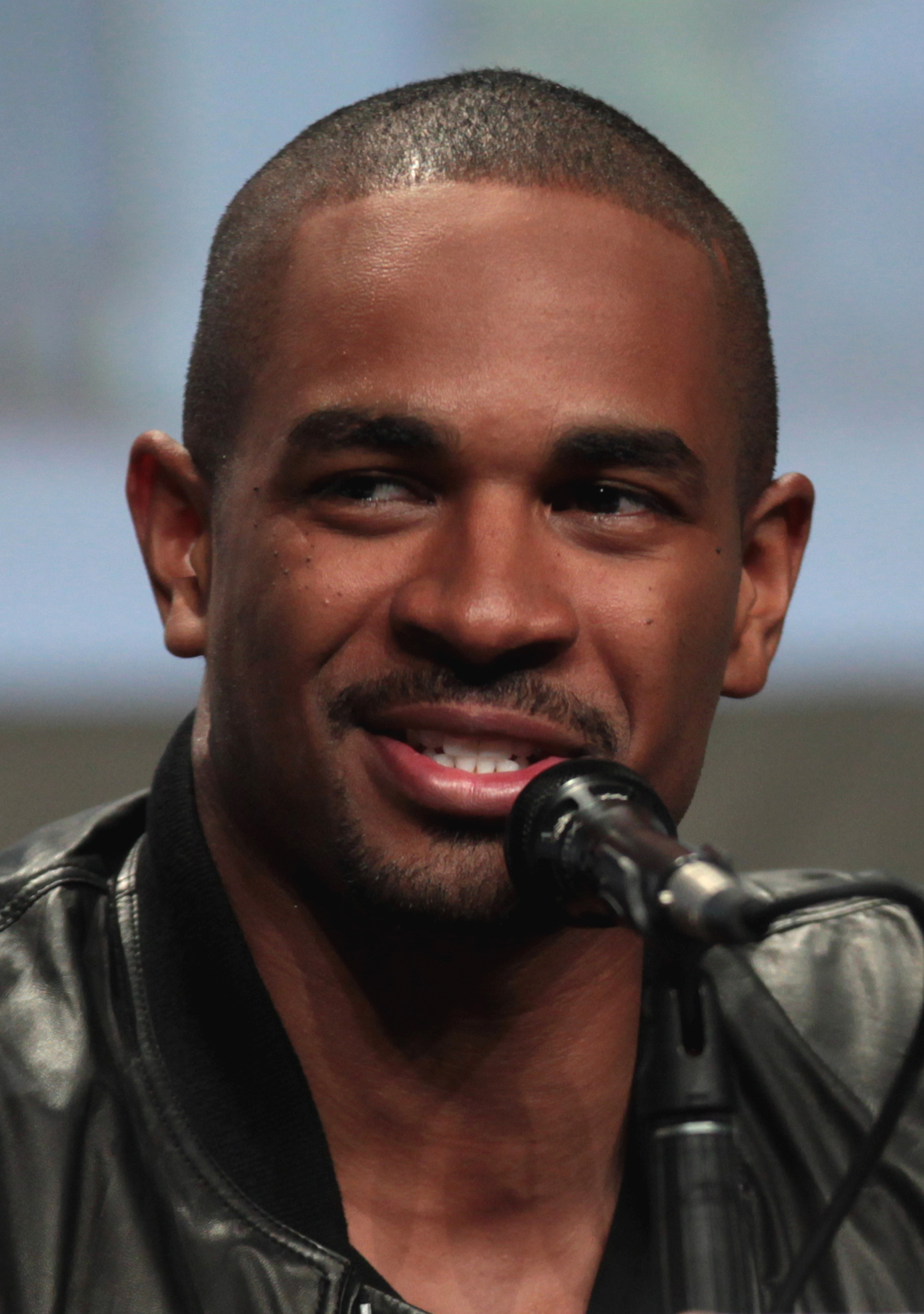
Damon Wayans Jr.
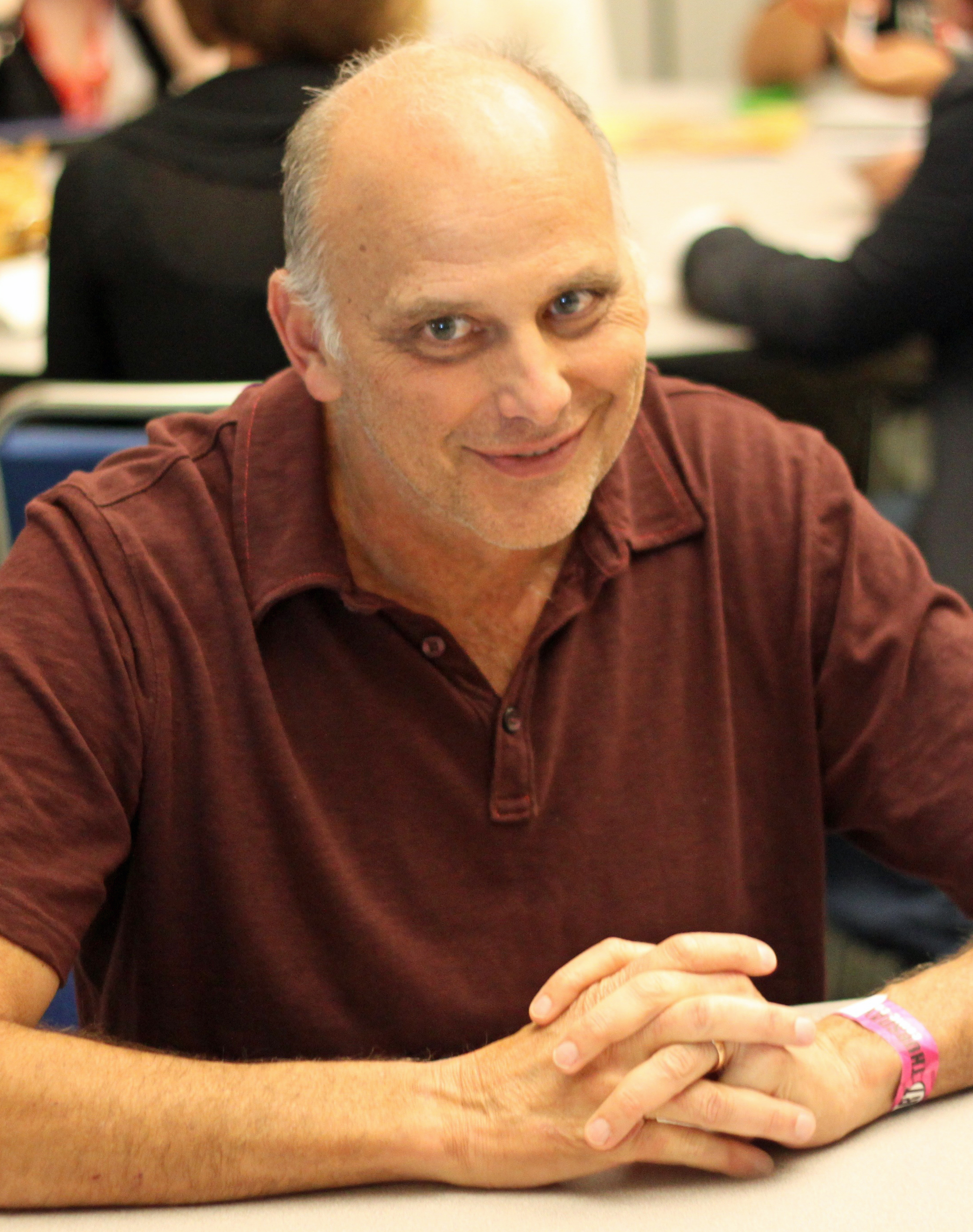
Kurt Fuller
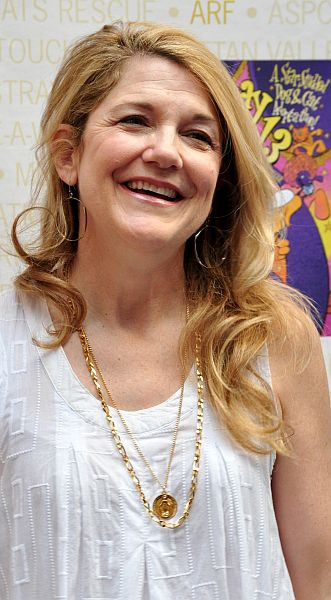
Victoria Clark
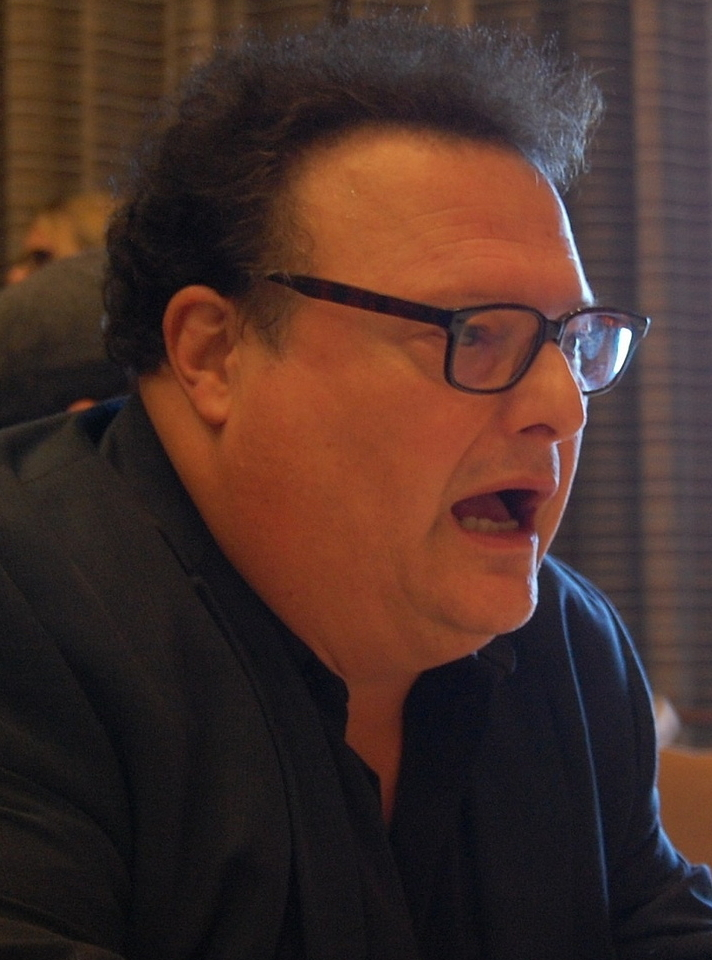
Wayne Knight
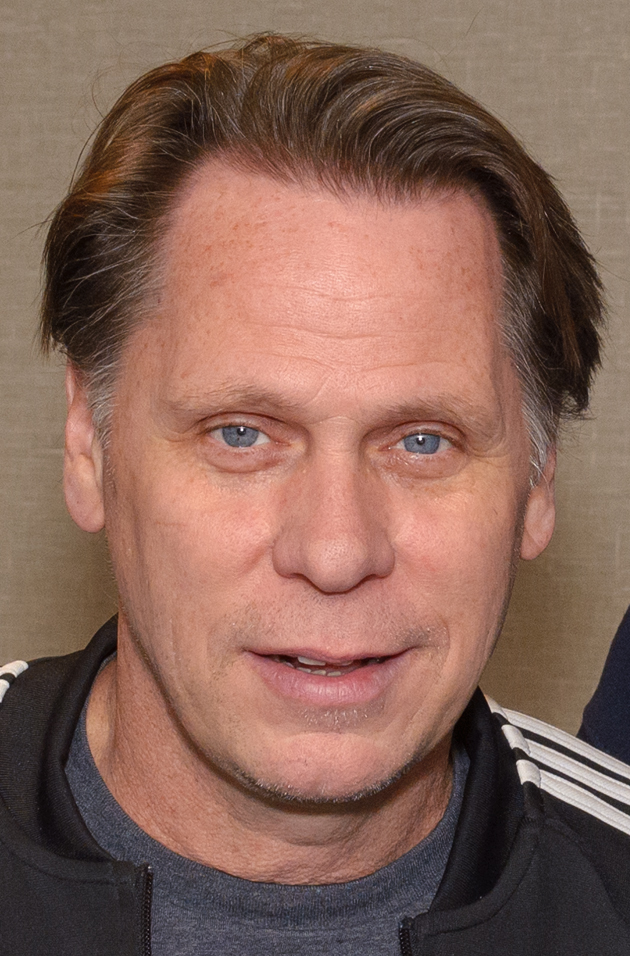
Don Harvey
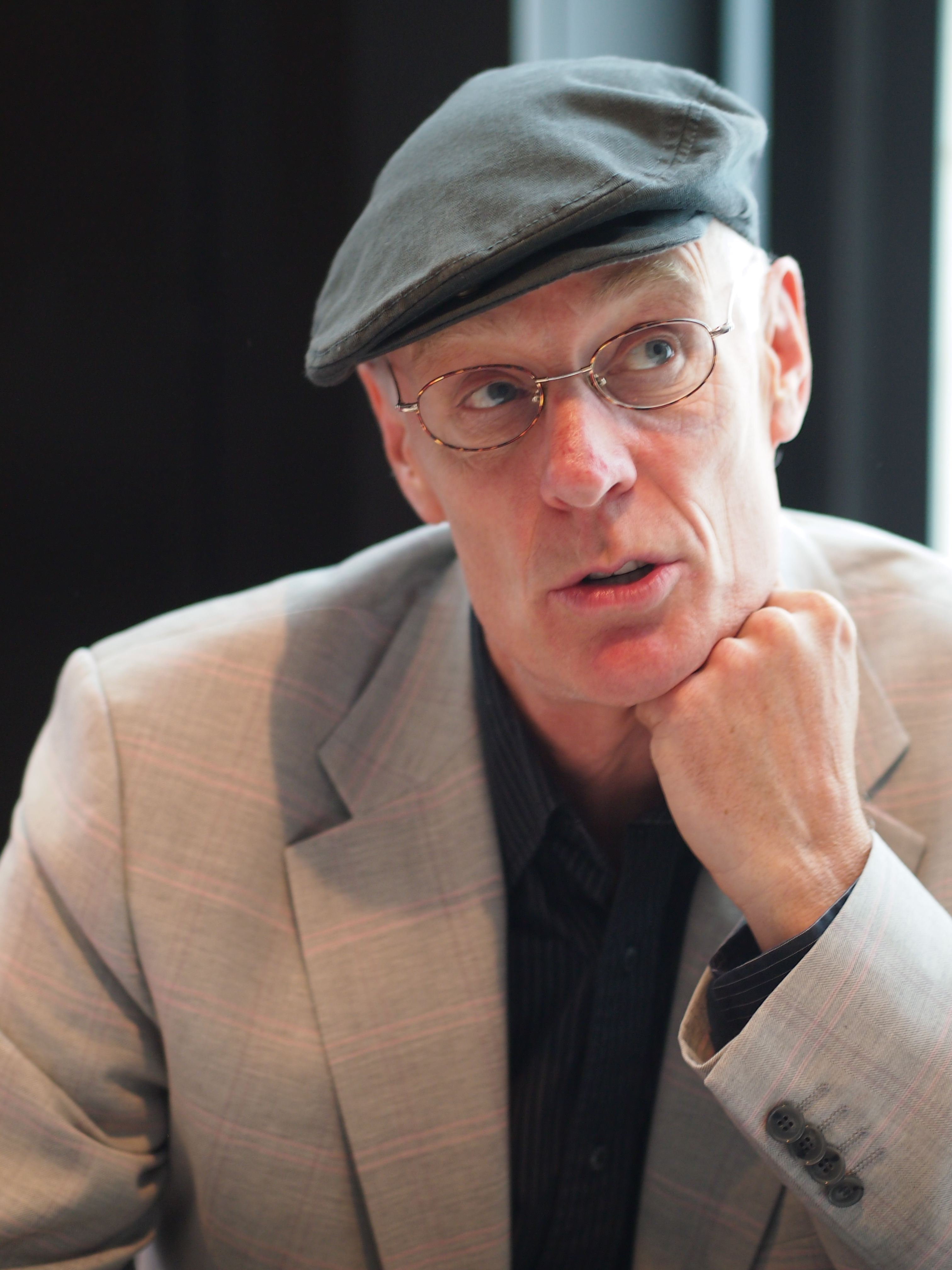
Matt Frewer
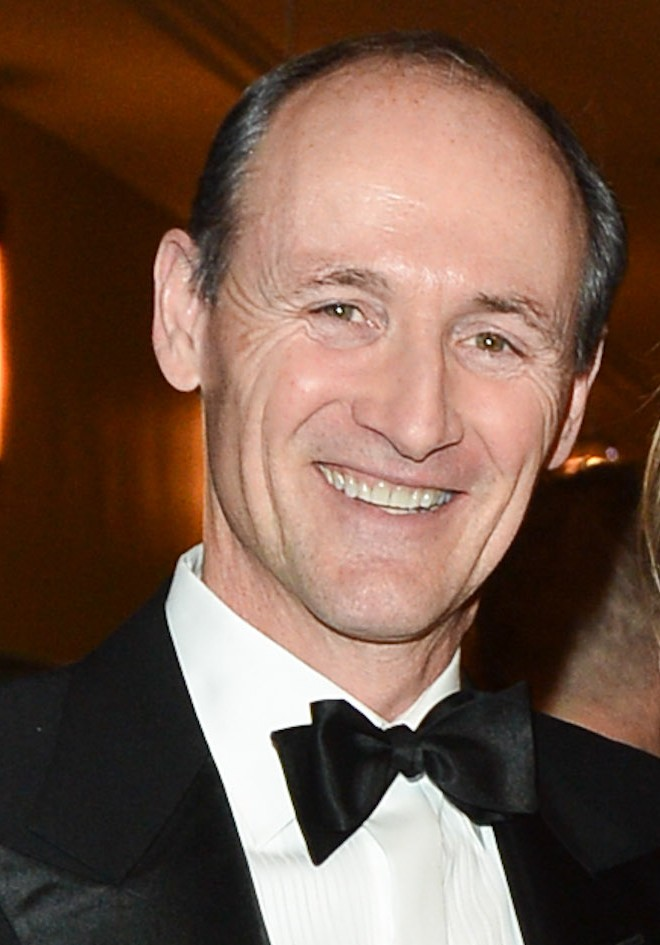
Colm Feore
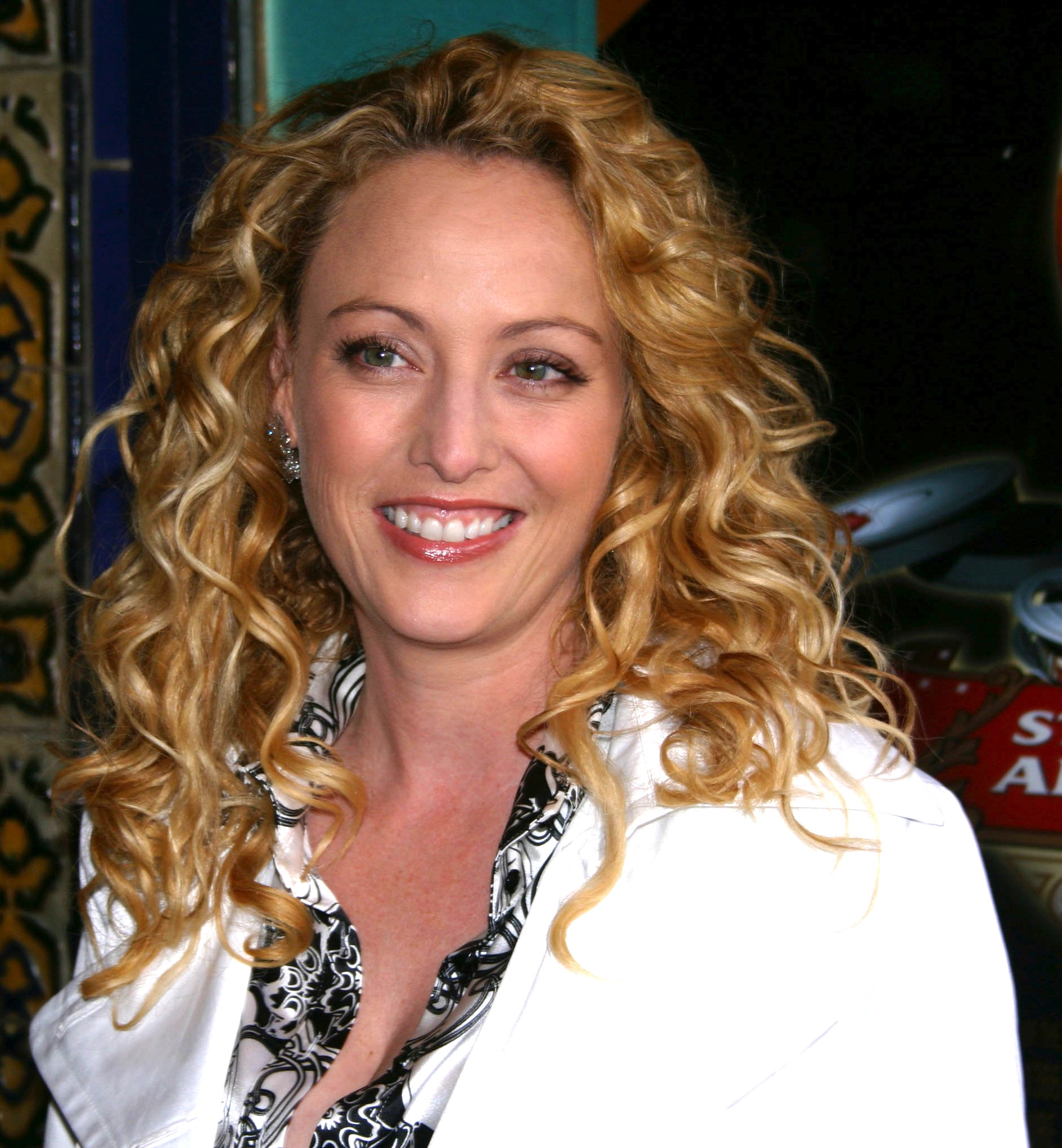
Virginia Madsen

## Produzione

### Sviluppo
Il 15 agosto 2017, venne annunciato che Epix aveva ordinato una miniserie basata sul romanzo di Joël Dicker, interamente diretta da Jean-Jacques Annaud e scritta da Lyn Greene, Richard Levine, Hanna Weg, Michael Horowitz e Lisa Melamed. Le case di produzione coinvolte sono MGM Television, Eagle Pictures e Barbary Films.

### Casting
Insieme all'annuncio dell'ordine della serie, venne confermato che Patrick Dempsey, Ben Schnetzer, Damon Wayans Jr., Virginia Madsen, Kristine Froseth, Colm Feore, Josh Close, Matt Frewer, Craig Eldridge, Connor Price, Victoria Clark, Tessa Mossey, Kurt Fuller, Don Harvey, Felicia Shulman e Wayne Knight avrebbero recitato nella serie.

### Riprese
Le riprese della serie sono iniziate verso la fine del 2017 a Montréal, in Canada.

## Distribuzione

### Anteprima
Il 6 aprile 2018, vennero presentati 35 minuti di alcune scene della serie durante il festival televisivo internazionale Canneseries a Cannes, in Francia. Tra i membri del cast c'erano il regista Jean-Jacques Annaud e gli attori Patrick Dempsey, Ben Schnetzer e Kristine Froseth.

### Trasmissione internazionale
Nel Regno Unito la miniserie ha debuttato su Sky Witness il 4 settembre 2018. In Danimarca ha esordito il 1º novembre 2018 su C More.
In Svizzera è stata trasmessa dal 20 novembre 2018 su RTS Un. In Francia è andata in onda su TF1 dal 21 novembre 2018. In Nuova Zelanda ha debuttato su Lightbox il 18 dicembre 2018. In Australia sarà pubblicata su Stan.
In Italia  l'intera miniserie è stata resa disponibile il 20 marzo 2019 su Sky Box Sets e trasmessa su Sky Atlantic dal 20 marzo al 17 aprile 2019 e a seguire dal 2 settembre 2019 su Canale 5.